# Przytok (województwo zachodniopomorskie)
Przytok (niem. Zwölfhufen) – osada w Polsce, w województwie zachodniopomorskim, w powiecie koszalińskim, w gminie Sianów. Miejscowość wchodzi w skład sołectwa Sieciemin.

## Nazwa
1 czerwca 1948 r. nadano miejscowości polską nazwę Przytok.

## Administracja
W latach 1975–1998 miejscowość należała administracyjnie do województwa koszalińskiego.

## Demografia
Wedle danych z 30 czerwca 2003 r. w miejscowości mieszkało 29 osób.